# Ceratitoides namtamai
Ceratitoides namtamai är en tvåvingeart som beskrevs av Albany Hancock 1999. Ceratitoides namtamai ingår i släktet Ceratitoides och familjen borrflugor. Inga underarter finns listade i Catalogue of Life.